# 真鍋昌平
真鍋 昌平（まなべ しょうへい、1971年 - ）は、日本の漫画家。神奈川県茅ヶ崎市出身。代表作に『闇金ウシジマくん』がある。

## 来歴
小学校のころに『ドラえもん』を読んで感動し、漫画家を目指す。1993年に渋谷パルコのフリーペーパー『GOMES』主催のGOMES漫画グランプリで『ハトくん』が、しりあがり寿賞を受賞しデビュー。その後、グラフィックデザインのアルバイトを経て、1998年に『憂鬱滑り台』がアフタヌーン四季賞夏のコンテストの四季大賞を受賞し再デビュー。2000年より『月刊アフタヌーン』に『スマグラー』『THE END』を連載する。
2004年から2019年までビッグコミックスピリッツで『闇金ウシジマくん』を連載。同作品は社会の底辺にいる人々の生活や心理を克明に描き注目を集め、第56回（平成22年（2010年））小学館漫画賞一般向け部門、第23回（2020年）文化庁メディア芸術祭マンガ部門ソーシャル・インパクト賞を受賞した。
デビュー以来、八方塞がりの人間を主眼に置いた作品を描き続けている。過剰な暴力表現と、繊細な心理描写とが同居する特異な作風である。絵柄では吹き出しの中に入れた独特の擬音（「ニギ･･･ニギ･･･」など）により、人物の動作音と周囲の喧噪感を醸し出すことが多い。これに対比させるように陰影を際立たせた静寂な一枚絵によって、人物の絶望感を出す手法を用いている。
ウシジマくんの中後期まではコメディテイストがあり、どこか笑える債務者などの一人語りや珍妙な振る舞いが作品の魅力でもあった。
ウシジマくん最終章や九条の大罪においてはコメディテイストはなくなり、ハードボイルド一色になっている。
ストーリーに合わせてキャラクターの設定変更を行うことは躊躇なく行っており、こちらはデビュー以来一貫している。
2021年7月に発売された『AV女優ちゃん』第2巻では作者の峰なゆかと対談し、クズな人間に惹かれる理由やモラルについて語っている。

## 人物
- インタビューなどメディアで自分の姿が出る時は、ファッショナブルなサングラスをかけたり[6]、カメラの角度で、素顔を出さないようにしている[7]。ただし初期の頃は、普通に顔出ししている[8]。
- Twitterなどでは、激辛カレーが好物と発言している。
  - 生年月日は2016年9月14日放送の『せいこうユースケトーク!』（Abema TV）番組内にて45歳と明言。雑誌インタビューや2021年2月26日公開の『朝日新聞デジタル』のインタビューにて1971年生まれと公表されている[9]。2019年には69歳として誤った報道がされた[10]。

## 作品リスト

### 漫画作品
- 憂鬱滑り台（1998年、『月刊アフタヌーン』、講談社）「四季賞クロニクル」収録[注 1]
- スマグラー（2000年、『月刊アフタヌーン』、講談社、全1巻）
- 片隅ノ外（2000年 - 2001年、『QuickJapan』、太田出版） - 全6話、単行本未収録
- 遠くの世界（2001年、『コミックH (Vol.2)』、ロッキング・オン）
- THE END（2001年 - 2002年、『月刊アフタヌーン』、講談社、全4巻）
- 暴力ポコペン（2003年、『週刊ヤングマガジン』、講談社） - 全3話、短編集『青空のはてのはて』（KCDX、講談社刊）に収録
- 闇金ウシジマくん（2004年 - 2019年、『ビッグコミックスピリッツ』、小学館、全46巻）
- アガペー（2015年、『週刊ヤングマガジン』31号、講談社） - ヤングマガジン35周年記念企画『BULLET』の読み切り掲載
- ピックアップ（漫画：福田博一、2020年 - 、『月刊ヤングマガジン』、講談社、既刊2巻）
- 九条の大罪（2020年 - 、『ビッグコミックスピリッツ』、小学館、既刊14巻）
- ストーカーヘッダー（原案：好井まさお、『ビッグコミックスピリッツ』2025年15号、小学館） - 芸人のヒリヒリするネタを漫画化した企画「スピリッツ×チョコプランナー」コラボ第1弾作品[11]。
- 恥肉（原案：岡野陽一、『ビッグコミックスピリッツ』2025年19号、小学館） - 「スピリッツ×チョコプランナー」コラボ第3弾作品[12]。

### イラスト
- 姫君（山田詠美著、文藝春秋） - 表紙イラスト
- 遭難フリーター（岩淵弘樹著、太田出版） - 表紙イラスト
- 「その族の名は『家族』」〜「て」改題〜（2011年4月13日 - 4月28日、青山劇場） - イラスト
- 空気階段第5回単独公演「fart」（2022年） - グッズイラスト描きおろし[13]